# Németh József (operaénekes, 1942)
Németh József (Solt, 1942. június 29. – 2025. március 15.) Liszt Ferenc-díjas magyar bariton operaénekes, érdemes művész.

## Életút
Első diplomáját a Magyar Testnevelési Főiskolán szerezte, mint testnevelő tanár. Két évet tanított a budapesti Orvostudományi Egyetem Testnevelési Tanszékén 1965-től 1967-ig. Közben megkezdte ének tanulmányait a budapesti Bartók Béla Zenekonzervatóriumban, Sík Olga tanárnőnél.
1967-ben ösztöndíjat kapott a Szovjetunióba. A Leningrádi Rimszkij Korszakov Konzervatóriumban Jurij Szeleznyev volt a hangképző tanára.
1968-70-ig a Moszkvai Csajkovszkij Konzervatóriumba került V. Suslin professzorhoz.
1970-ben hazatért, s a Magyar Állami Operaház szerződtette ösztöndíjasnak, ahol sok kisebb szerepet énekelt. 1973-ban leszerződött a Pécsi Nemzeti Színházhoz, ahol Breitner Tamás zeneigazgató kitűnő pedagógiai érzékkel indította el a nagy szerepek felé. Tonio-Bajazzok, Scarpia-Tosca, Amonasro-Aida, Don Juan, Posa-Don Carlos, Escamillo-Carmen stb.
Pécsi évei alatt Liszt Ferenc Díjat kapott és többször a város művészeti díját. Közben részt vett (olasz ösztöndíjjal) Firenzében és Velencében Tito Gobbi, Gino Becchi és Mario del Monaco mesterkurzusain. Az Aidában nyújtott teljesítményéért felajánlottak egy NSZK-beli szerződést.
1978-ban kiszerződött az augsburgi színházhoz ahol Simone Boccanegrát, Jago-t (Othello), Nabucco-t, Scarpia-t (Tosca) Pique Dama-t (Tomszkij) énekelt.
1981-ben átszerződött a grazi Operához (Ausztria), s így közelebb került a családjához. Grazban repertoárja tovább bővült, Szerelmi bájital (Belcore) Pique Dama (Eleckij), Traviata (Germunt) szerepekkel. De énekelt még Nabucco-t és Aida-t is.
Közben folyamatosan vendégszerepelt Európa különböző városaiban (Prága, Amszterdam, Odessza, Bologna, Frankfurt, Bréma, Bremehafen).
1984-ben Grazból visszatért Magyarországra, a Szegedi Nemzeti Színházba, ahol művészi pályája legtermékenyebb időszakát töltötte.
A kitűnő színházi kollektíva és a remek szakmai vezetés olyan eredményeket produkált, aminek méltán híre ment az egész országban, sőt vendégszerepléseik által külföldön is (Macbeth, Aida, Don Juan, Bolygó Hollandi, Othello stb.).
1989-ben a Macbeth címszerepével elnyerte a Magyar Operafesztivál Fődíját.
Ez időben már sokat vendégszerepelt a Magyar Állami Operaházban, ahova 1990-ben állandó tagnak szerződött és ahol a mai napig tag.
Évek óta igyekszik átadni a pályája során gyűjtött tapasztalatait, 2004-től a Bonyhádi Evangélikus Gimnáziumban, 2005-től az SZTE JGYPK Ének-zene Tanszékén magánéneket tanít. 2008-ban docens kinevezést kapott.

### Családja
Fia, Németh Attila színész-énekes, a Budapesti Operettszínház művésze. Második felesége Dobos Katalin színésznő.

## Szerepeiből
A Színházi adattárban regisztrált bemutatóinak száma: 49; ugyanitt négy színházi felvételen is látható.
- Ránki György-Madách Imre: Az ember tragédiája (Udvaronc)
- Bizet: Carmen (Escamillo)
- Verdi: Az álarcosbál (Silvano)
- Puccini: Tosca (Scarpia)
- Verdi: Otello (Jago)
- Verdi: Aida (Amonasro)
- Leoncavallo: Bajazzók (Tonio)
- Verdi: Don Carlos (Posa)

## Énekkurzusokat vezetett
- Lvov (Ukrajna, 1996)
- Székelyudvarhely (Erdély, 2004-2005, a magyar nyári egyetem keretében)
- Pretoria (Dél-Afrikai Köztársaság, 2003, 2004, 2006)
- Toledo, Deton, Colombus (Ohio USA, 2006)
- Sarasota (Kalifornia USA, 2007, 2008)
- Isztambul (Törökország, 2010)
- Turku (Finnország, 2011)
- Latina, Velence (Olaszország, 2012)

## Díjai, elismerései
- Liszt Ferenc-díj (1978)
- Magyar Operafesztivál Fődíja (1989)
- Bartók-Pásztory díj (1989, 1993)
- A Magyar Köztársaság Érdemes Művésze díj (1990)